# Syskonbädd 1782 (Geschwisterbett)
Syskonbädd 1782 (Geschwisterbett) ist ein schwedischer Spielfilm in Schwarzweiß von Vilgot Sjöman aus dem Jahre 1966. Der Regisseur hatte auch das Drehbuch verfasst. Es basiert auf dem Theaterstück „Tis Pity She's a Whore“ des britischen Dramatikers John Ford. Dieser schildert darin einen Inzest im Parma des 16. Jahrhunderts. Sjöman verlegte die Handlung nach Schweden und wählte als Zeit das 18. Jahrhundert. Die Hauptrollen sind mit Bibi Andersson, Per Oscarsson und Jarl Kulle besetzt. In Schweden kam der Film zum ersten Mal am 28. Februar 1966 ins Kino; in Deutschland hatte er seine Premiere am 12. August 1966.

## Handlung
Charlotte, eine junge Baronesse, liebt ihren Bruder Jacob, der nach viereinhalb Jahren aus Paris nach Schweden zurückgekehrt ist, und empfängt von ihm ein Kind. Verzweifelt erneuert sie das bereits aufgelöste Verlöbnis mit einem adeligen Höfling, dem Baron Karl Ulrik Alsmeden, den sie bewusst zur Verführung herausfordert. Beschämt von seiner Liebe gesteht sie ihm zwar unmittelbar danach ihre Schwangerschaft. Der Baron findet auch die Bereitschaft, sie trotzdem zu heiraten und das Kind als eigenes Kind anzuerkennen, doch ist er auf die Dauer dieser Selbstverleugnung nicht gewachsen. Langsam dämmert ihm, dass nicht ein wildfremder Liebhaber, sondern der von ihm protegierte, aber zur verkrachten Existenz herabsinkende Schwager der Vater des Kindes ist. Das Verhältnis der Eheleute wird immer kühler. Mittlerweile redet sich der Gatte sogar ein, sein Edelmut sei nur verbrämter Machthunger und Herrschsucht gewesen.
Kurz vor der Geburt ihres Kindes wird Charlotte von Ebba, der eifersüchtigen Jugendfreundin ihres Bruders, erschossen. Der Mord erscheint jedoch nach außen wie ein durch leichtsinniges Hantieren mit der geladenen Pistole hervorgerufener Unfall. Eine um das Geheimnis wissende alte Magd schneidet der Toten das lebendige Kind aus dem Leib, das mit seinen dunklen Augen unverkennbare Ähnlichkeit mit Charlottes Bruder Jacob hat, und übergibt es dem Gatten. Dieser fügt sich den Tatsachen.

## Kritik
„Die im Schweden von 1782 angesiedelte Geschichte einer verbotenen Liebe zwischen Bruder und Schwester. Sjömans dritter Spielfilm benutzt historische Dekors und den gehobenen Tonfall eines literarischen Textes als Vehikel für moral- und gesellschaftskritische Exkurse.“

„Sjömans Film zeigt sich [...] viel dezenter als erwartet, doch gelang es dem Regisseur nicht, trotz stark symbolisch unterstrichener Unheilsatmosphäre das abseitige Thema über rein künstlerische Werte zu erheben und die Behandlung des Stoffes zu rechtfertigen. Deshalb nur mit Vorbehalten.“

Die Filmbewertungsstelle Wiesbaden erteilte dem Streifen das Prädikat «Wertvoll».